# Jacek Magiera
Jacek Magiera (Częstochowa, 1º gennaio 1977) è un allenatore di calcio ed ex calciatore polacco, di ruolo centrocampista, tecnico dello Śląsk Breslavia.

## Carriera

### Allenatore
Ha guidato la Polonia al mondiale Under-20 tenutosi proprio in Polonia. Dopo aver superato la fase a gironi, i suoi sono stati sconfitti dai pari età dell'Italia per 1-0 grazie alla rete di Andrea Pinamonti su calcio di rigore.
Il 21 marzo 2021 firma un contratto come allenatore dello Śląsk Wrocław.

## Palmarès

### Club[2]

#### Competizioni nazionali
- Campionato polacco: 2

Legia Varsavia: 2001-2002, 2005-2006
- Supercoppa di Polonia: 1

Legia Varsavia: 1997
- Coppa di Lega polacca: 1

Legia Varsavia: 2002